# La Mulatière
La Mulatière – miejscowość i gmina we Francji, w regionie Owernia-Rodan-Alpy, w departamencie Rodan.
Według danych na rok 1990 gminę zamieszkiwało 7296 osób, a gęstość zaludnienia wynosiła 4009 osób/km² (wśród 2880 gmin regionu Rodan-Alpy La Mulatière plasuje się na 106. miejscu pod względem liczby ludności, natomiast pod względem powierzchni na miejscu 1697.).